# Sniper Elite
Sniper Elite ist eine Taktik-Shooter-Computerspielserie, die von dem englischen Entwickler-Studio Rebellion Developments entwickelt wird und derzeit von 505 Games veröffentlicht wird. Als Shooter setzt die Reihe auf distanzierte Stealth-Elemente und Schüsse mit dem Scharfschützengewehr aus der Ferne. Der erste Teil wurde am 18. Oktober 2005 veröffentlicht. Die Handlung der Reihe spielt im Zweiten Weltkrieg und dreht sich dort jeweils um mehrere fiktive Charaktere zu dieser Zeit.

## Spielprinzip
Sniper Elite ist eine Third-Person-Shooter-Reihe mit Stealth- und First-Person-Shooter-Spielelementen. Viele der Einzelspieler-Levels erlauben es den Nahkampf zu vermeiden und stattdessen mit dem Scharfschützengewehr im Fernkampf zu spielen. Allerdings können auch weitere Waffen, Werkzeuge wie ein Fernglas und Sprengfallen im Spiel verwendet werden. Die Körperhaltung der Spielfigur und die Wetterlage sowie Spielphysik wirkt sich dabei auch auf die Schussgenauigkeit aus. Im Laufe der Reihe wurden diese Dinge überarbeitet und mehr Möglichkeiten beim Schießen hinzugefügt.

## Liste der Spiele
| Jahr | Titel                   | Publisher                 | Plattformen                                                                          |
| ---- | ----------------------- | ------------------------- | ------------------------------------------------------------------------------------ |
| 2005 | Sniper Elite            | MC2 France/ Namco Hometek | PlayStation 2, Xbox, Microsoft Windows, Wii                                          |
| 2012 | Sniper Elite V2         | Rebellion Developments    | Microsoft Windows, PlayStation 3, Xbox 360, Wii U, Nintendo Switch                   |
| 2013 | Nazi Zombie Army        | Rebellion Developments    | Microsoft Windows, PlayStation 4, Xbox One                                           |
| 2013 | Nazi Zombie Army 2      | Rebellion Developments    | Microsoft Windows, PlayStation 4, Xbox One                                           |
| 2014 | Sniper Elite III        | Rebellion Developments    | Microsoft Windows, PlayStation 4, Xbox One, PlayStation 3, Xbox 360, Nintendo Switch |
| 2015 | Zombie Army Trilogy     | Rebellion Developments    | Microsoft Windows, PlayStation 4, Xbox One                                           |
| 2017 | Sniper Elite 4          | Rebellion Developments    | Microsoft Windows, PlayStation 4, Xbox One, Nintendo Switch                          |
| 2020 | Zombie Army 4: Dead War | Rebellion Developments    | Microsoft Windows, PlayStation 4, Xbox One, Google Stadia                            |
| 2021 | Sniper Elite VR         | Rebellion Developments    | Microsoft Windows, PlayStation 4, Oculus Rift, Oculus Quest                          |
| 2022 | Sniper Elite 5          | Rebellion Developments    | Microsoft Windows, PlayStation 4, PlayStation 5, Xbox One, Xbox Series               |

## Bücher
Rebellion Developments und Abaddon Books veröffentlichten einen vom Spiel inspirierten Roman namens Sniper Elite: Der Speer des Schicksals, der von Jasper Bark geschrieben wurde. In diesem Buch hat Karl Fairburne die Aufgabe, den SS-General Helmstadt daran zu hindern, eine funktionierende Atombombe an die Sowjets zu verkaufen.
Eine Kurzgeschichte von Scott K. Andrews mit dem Titel Sniper Elite V2 – Target Hitler wurde ebenfalls als E-Book veröffentlicht.

## Rezeption
Die Serie erhielt überwiegend positive bis mäßige Kritiken, die vor allem das Schussgefühl und die Stealth-Elemente im Spiel loben. Insgesamt wurden mehr als 10 Millionen Spiele aus der Sniper-Elite-Reihe verkauft.